# مصابيح ألتيزا

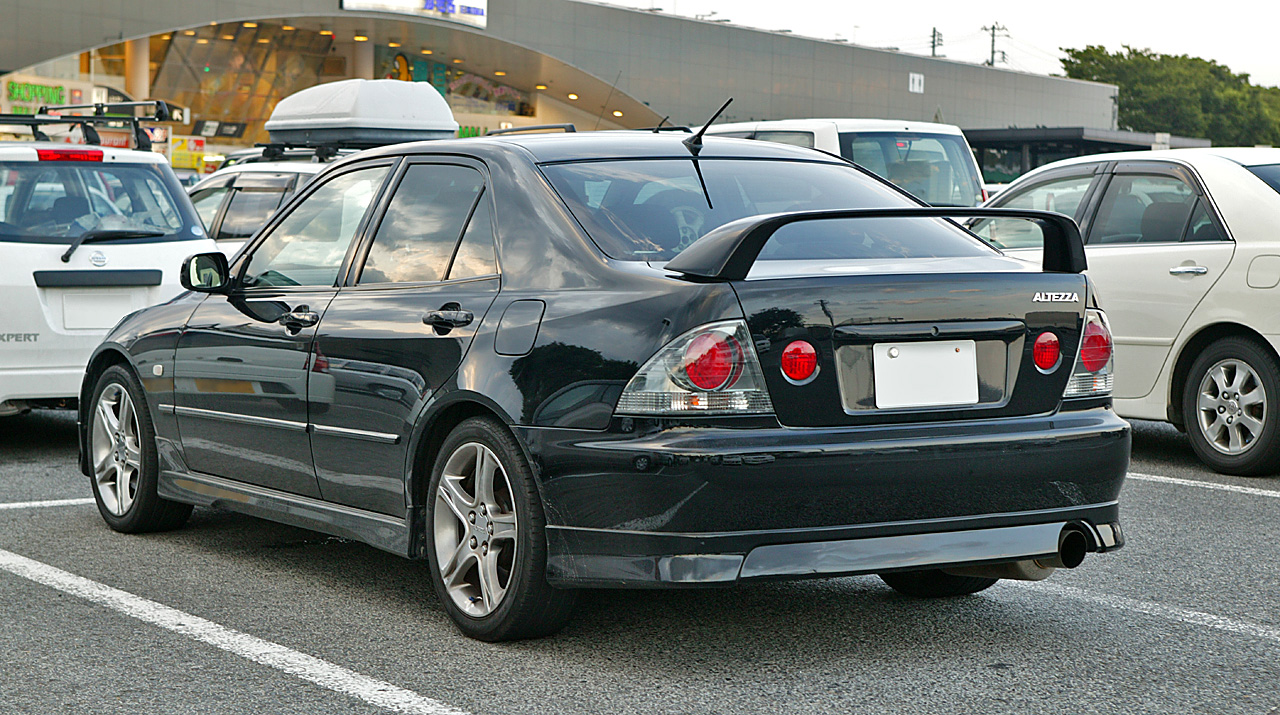
مصابيح ألتيزا الأصلية التي لاقت نجاحاً واسعاً

مصابيح ألتيزا أو مصابيح لكزس-ستايل (بالإنجليزية: Altezza lights، Lexus-Style lights)‏ هي مصابيح خلفية تستخدم في تعديل السيارات وأحياناً تكون السيارة مزودة بها من المصنع.
تتكون من وحدة أو أكثر من المصابيح المغطاة بطبقة شفافة من الأكريليك، وبعضها يحتوي على إشارات جانبية أول من استعمل هذه المصابيح هي شركة لكزس.

## الأصل

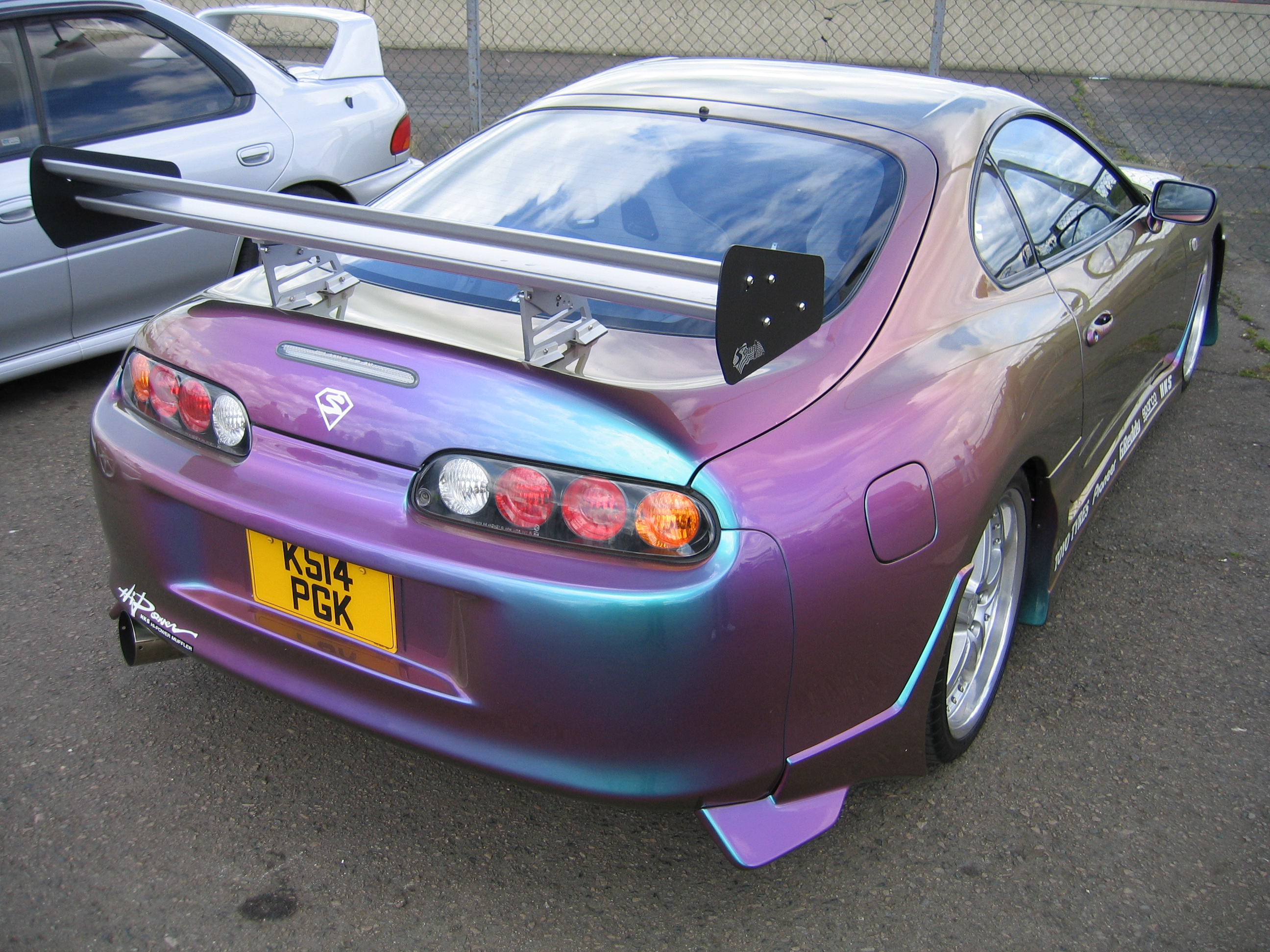
أول ظهور لمصابيح ألتيزا على طراز سوبرا مارك 4

بدأ استخدام هذا التصميم من المصابيح في الجيل الأول من طراز لكزس آي إس والتي كانت تباع باليابان تحت اسم تويوتا ألتيزا. أصبح هذا التصميم من وحدات المصابيح معروفاً باسم مصابيح ألتيزا أو مصابيح لكزس-ستايل.
تم استخدام هذا التصميم في طراز تويوتا سوبرا مارك 4 قبل طراز ألتيزا ومن هنا كانت البداية. حازت مصابيح ألتيزا شهرة كبيرة بسبب طلاء البينيات داخل المصباح بالكروم بينما في طراز سوبرا كانت باللون الرمادي.

## السوق

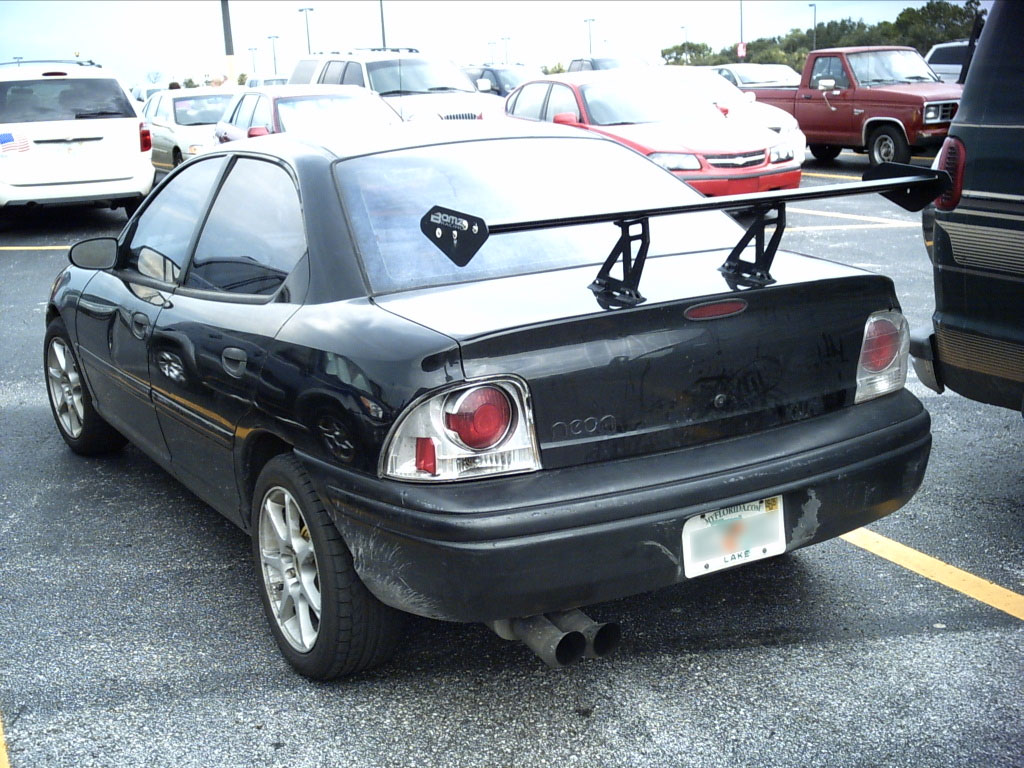
مصابيح ألتيزا علىطراز نيون

تم تصنيع مصابيح ألتيزا من قبل شركة أ بي سي لطراز هوندا أكورد 1994-1995 والتي تشابهت كثيرا في الشكل والحجم مع مصابيح طراز تويوتا ألتيزا. أصبحت مصابيح ألتيزا شائعة هذه الأيام وليست محدودة على قطع غيار ما بعد البيع، إذ أن بعض الطرازات تأتي مثبتة بها مصابيح ألتيزا من المصنع.

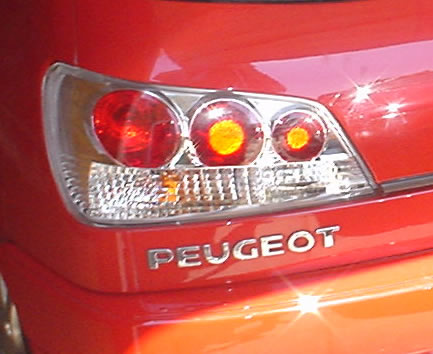
مصابيح ألتيزا على طراز بيجو 306

أصبحت مصابيح ألتيزا متوفرة لمعظم طرازات السيارات الشائعة ومعظمها يتم تصنيعه بالصين وتايوان، ونتيجة للتنافس بين شركات قطع الغيار على إنتاج قطع غيار ما بعد البيع بأقل التكاليف ظهرت عدة مشاكل مع مجموعة من هذه القطع مثل صعوبة التركيب، قلة جودة اللدائن المستخدمة وتسريب المياه.